# Depressió atípica
La depressió atípica és un tipus de depressió clínica que correspon al codi F32.8 en el CIM-10. És una malaltia que es manifesta ja en l'adolescència o fins i tot abans i que és molt més freqüent en dones que en homes. Es diferència d'altres tipus de depressions pel fet que sí que hi ha reacció positiva a esdeveniments plaents. Malgrat el seu nom, és el subtipus de depressió més freqüent (fins al 40% del total dels afectats), tot i que no sempre està correctament diagnosticada.

## Símptomes
La malaltia es manifesta per episodis persistents de profunda tristesa i abatiment (que poden durar mesos) i com a mínim dos dels següents símptomes:
- guany de pes o ganes de menjar
- ganes excessives de dormir, cansament general
- paràlisi puntual dels membres o pesantor en els músculs
- sensibilitat extrema al rebuig social, que pot afectar negativament a la interacció amb els altres

S'ha de descartar si el pacient té una depressió melancòlica o pateix algun tipus de trastorn bipolar. Poden aparèixer símptomes de somatització com dolors aguts i puntuals al ventre o mal de cap o episodis d'autolesió.

## Característiques
Aquest tipus de depressió té més tendència a cronificar-se que altres alteracions de l'ànim si no es tracta bé. Incrementa el risc de patir alguna mena de trastorn d'ansietat o trastorn de la personalitat a mitjà termini. També augmenta el risc de recurrència, amb símptomes puntuals entre episodis. Està associada a un alt risc de suïcidi en episodis de crisi.
Farmacològicament, s'aconsella l'ús de medicaments que actuïn com a inhibidor selectiu de la recaptació de serotonina, de vegades combinat amb Modafinil. No hi ha resposta efectiva, per contra, als tricíclics, medicaments usuals en la depressió convencional. Aquest tractament s'ha de combinar amb teràpia psicològica, usualment de tipus cognitivo-conductual, especialment útil per prevenir recaigudes. Es calcula que entre els afectats per la depressió, un 80% tornarà a patir-la en el futur, amb fins a quatre crisis, amb major prevalència si no s'ha rebut un tractament adequat, que fa que després d'un any del primer episodi persisteixi algun dels símptomes o hi hagi una recuperació incompleta.
La recerca apunta alteracions a la tiroides com a possible causa de la depressió atípica, combinada amb una mala gestió de les emocions durant el desenvolupament de la personalitat. Patir maltractaments, aïllament social, tenir una mare amb depressió o una baixa autoestima general són factors que augmenten el risc de patir la depressió atípica.